# 克韦尔·拉斯洛
克韦尔·拉斯洛（匈牙利語：Kövér László，發音：[ˈkøveːr ˈlaːsloː]；1959年12月29日—），匈牙利政治人物。自2010年8月6日起，任匈牙利国会主席；2012年4月2日至5月10日及2024年2月26日至3月5日，曾两次短暂代理匈牙利总统一职。

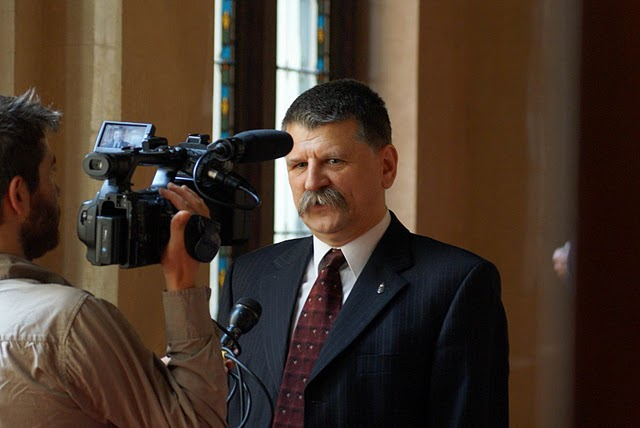
克韦尔·拉斯洛

## 生平
克韦尔出生于维斯普雷姆州帕波市。
2012年4月2日，施米特·帕尔因涉嫌博士论文剽窃而辞职，他出任匈牙利代总统。同年5月10日，新当选的阿戴尔·亚诺什就职后卸任。